# Доње Мрзло Поље Мрежничко
Доње Мрзло Поље Мрежничко је насељено место у саставу града Дуге Ресе у Карловачкој жупанији, Република Хрватска.

## Историја
До територијалне реорганизације у Хрватској налазило се у саставу старе општине Дуга Реса.

## Становништво
На попису становништва 2011. године, Доње Мрзло Поље Мрежничко је имало 512 становника.

## Попис1991.
На попису становништва 1991. године, насељено место Доње Мрзло Поље Мрежничко је имало 578 становника, следећег националног састава:
| Попис 1991.‍  | Попис 1991.‍  | Попис 1991.‍ | Попис 1991.‍ | Попис 1991.‍ |
| ------------ | ------------ | ----------- | ----------- | ----------- |
|              |              |             |             |             |
| Хрвати       | Хрвати       |             | 553         | 95,67%      |
| Југословени  | Југословени  |             | 5           | 0,86%       |
| Срби         | Срби         |             | 5           | 0,86%       |
| Словенци     | Словенци     |             | 1           | 0,17%       |
| неопредељени | неопредељени |             | 2           | 0,34%       |
| регион. опр. | регион. опр. |             | 3           | 0,51%       |
| непознато    | непознато    |             | 9           | 1,55%       |
| укупно: 578  |              |             |             |             |